# Guetos nazis en la Europa ocupada
Al comenzar la invasión de Polonia durante la Segunda Guerra Mundial, la Alemania nazi estableció guetos en la Europa del Este ocupada para segregar y confinar a los judíos, y a veces a los gitanos o romaníes, en pequeñas secciones de pueblos y ciudades, fomentando su explotación. En los documentos alemanes y la señalización en las entradas del gueto, los nazis generalmente se referían a ellos como Jüdischer Wohnbezirk o Wohngebiet der Juden, ambos traducidos como judería. Había varios tipos de guetos: guetos abiertos, guetos cerrados, guetos de trabajo, tránsito y exterminio, según la definición de los historiadores del Holocausto. En varios casos, fueron el lugar de la resistencia clandestina judía contra la ocupación alemana, conocida colectivamente como levantamientos en los guetos.

## Historia

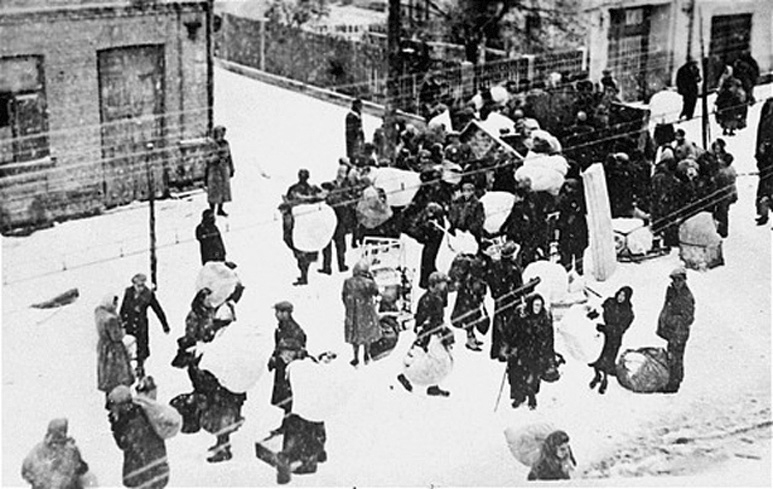
Judíos forzados al nuevo gueto de Grodno en Bezirk Bialystok, noviembre de 1941.

Las primeras medidas antisemitas se promulgaron en Alemania con el inicio del nazismo, sin la planificación real de guetos para los judíos alemanes, que fue rechazada en el período posterior a la Kristallnacht (en alemán: 'Noche de los cristales rotos').
Sin embargo, después de la de la invasión alemana a Polonia en 1939, los nazis comenzaron a designar áreas de ciudades y pueblos polacos "para judíos", y en cuestión de semanas, se embarcaron en un programa masivo de desarraigo de judíos polacos de sus hogares y negocios mediante expulsiones forzosas. Todas las comunidades judías fueron deportadas a estas zonas cerradas en tren desde sus lugares de origen de manera sistemática, utilizando batallones de la Ordnungspolizei, primero en el Reichsgaue y luego en todo el territorio del Generalgouvernement.
El primer gueto de la Segunda Guerra Mundial se estableció el 8 de octubre de 1939 (38 días después de la invasión) en Piotrków Trybunalski, con el gueto de Tuliszków establecido en diciembre de 1939. El primer gran gueto metropolitano conocido como el gueto de Łódź (Litzmannstadt) lo siguió en abril de 1940, y el gueto de Varsovia, en octubre. La mayoría de los guetos se estableció entre 1940 y 1941. Muchos fueron sellados desde el exterior, tapiados con ladrillos o cerrados con alambre de púas. En los sellados, cualquier judío que se encontrase allí podía ser fusilado. El de Varsovia, en el corazón de la ciudad, fue el más grande de Europa, con más de 400 000 apiñados en 3,4 km². El gueto de Łódź fue el segundo más grande, con 160 000 personas. Según los archivos del Museo en Memoria del Holocausto de los Estados Unidos, había al menos mil de esos guetos en Polonia ocupada y anexionada por los alemanes y solo en la Unión Soviética.

## Condiciones de vida
Los guetos en Europa Oriental variaban en tamaño, alcance y condiciones de supervivencia, en general, brutales. En Varsovia, los judíos, 30% de la población de la ciudad, se vieron obligados a apiñarse en el 2,4% del área, una densidad de 7,2 personas por habitación. En Odrzywół, 700 personas vivían en un área ocupada antes por cinco familias, entre 12 y 30 en cada habitación. Como no se les permitía salir, debieron depender del contrabando y de las raciones de inanición suministradas por los nazis: en Varsovia eran 253 calorías (1060 kJ) por judío, en comparación con 669 calorías (2800 kJ) por polaco, y 2.613 calorías (10 940 kJ) por alemán. En condiciones abarrotadas, con dietas de hambre y sin saneamiento ni suministros médicos, las epidemias de enfermedades infecciosas se convirtieron en una característica. En Łódź, 43 800 personas murieron por causas "naturales" y otras 76 000 en el de Varsovia, antes de julio de 1942.

## Tipos de gueto

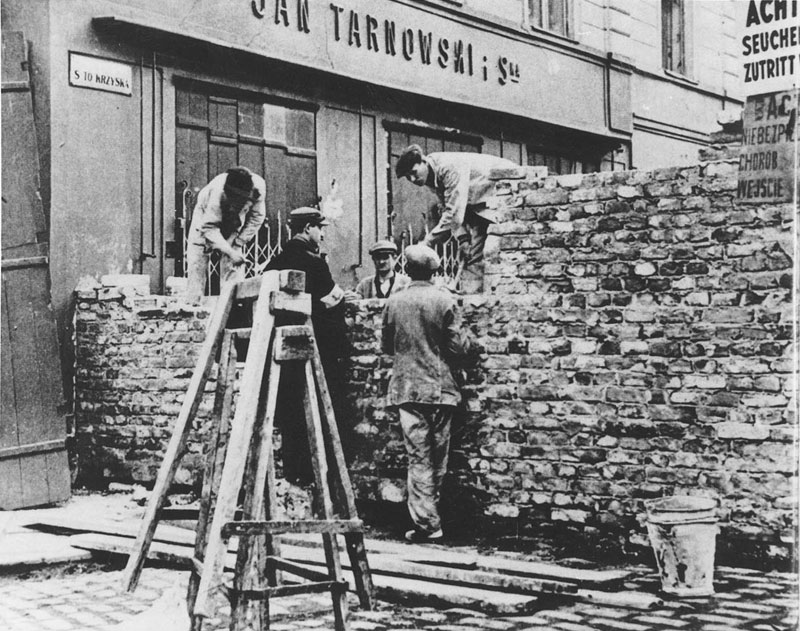
Tapiado de la calle Świętokrzyska en el gueto de Varsovia (vista desde el «lado ario» de Marszałkowska).

Para evitar el contacto no autorizado con poblaciones no judías, se asignaron formaciones de la Ordnungspolizei para patrullar el perímetro. Dentro, se creó una fuerza de policía judía para garantizar que nadie escapara. Había tres tipos de guetos:
- Los guetos abiertos no tenían muros ni vallas, y existían en las etapas iniciales de la Segunda Guerra Mundial. Fueron erigidos por los alemanes ￼en Polonia y la Unión Soviética, pero también en Transnistria, Ucrania, ocupada y administrada por las autoridades rumanas. Había severas restricciones para entrar y salir.
- Los guetos cerrados o sellados se encontraban en Polonia, rodeados por paredes de ladrillo, cercas o alambres de púas entre postes. A los judíos no se les permitió vivir en ninguna otra área bajo la amenaza de la pena capital. En los guetos cerrados, las condiciones de vida eran las peores. Los cuartos atestados eran insalubres. El hambre, la escasez crónica de alimentos, la falta de calefacción y los servicios municipales inadecuados provocaron frecuentes epidemias de disentería, tifus y una alta tasa de mortalidad.[11] La mayoría de los guetos nazis eran de este tipo.
- Los guetos de destrucción o exterminio existieron en las etapas finales del Holocausto, durante dos a seis semanas, en la Unión Soviética, en Lituania, Ucrania, Hungría y Polonia. Estaban sellados. La población judía fue encarcelada en ellos solo para ser deportada o sacada de la ciudad y fusilada por los escuadrones de la muerte alemanes, a menudo con la ayuda de batallones colaboracionistas locales de la Schutzmannschaft.

### Lado ario
Las partes de una ciudad fuera de las murallas del barrio judío se llamaban «arias». Por ejemplo, Varsovia estaba dividida en barrios judíos, polacos y alemanes. Los de afuera del gueto debían portar documentos que probaran su ascendencia no judía —esto es, que ninguno de sus abuelos era miembro de la comunidad judía (véase Leyes de Núremberg)—, como un certificado de bautismo. Tales documentos se llamaban «papeles cristianos» o «arios». El clero católico de Polonia falsificó muchos certificados de bautismo entregados a los judíos por el movimiento de resistencia dominante, el Armia Krajowa. Cualquier polaco que ayudara a un judío sería condenado a muerte.

## Liquidación

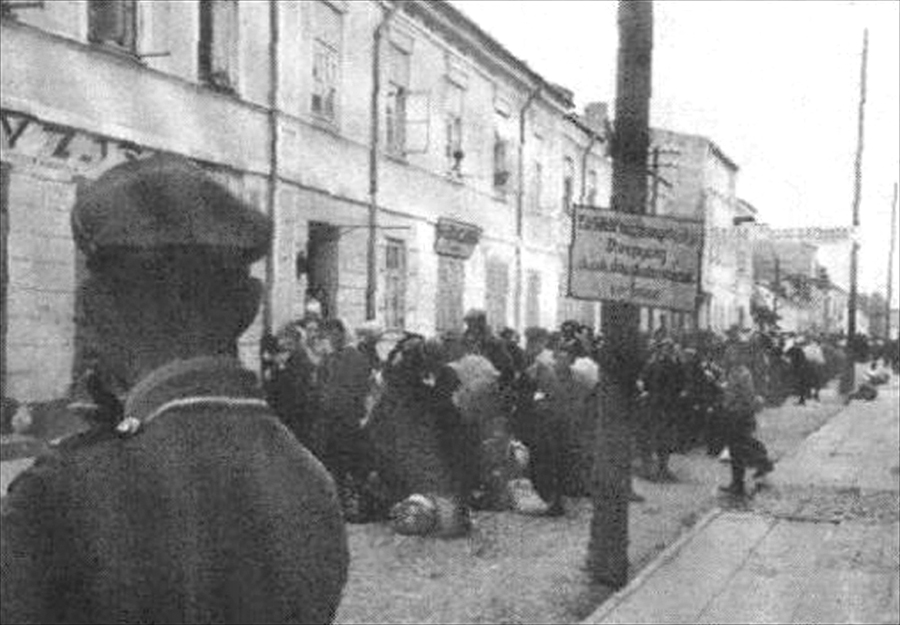
Deportación a un campo de exterminio durante la liquidación del gueto de Biała Podlaska, dirigido por el Batallón de Policía de Reserva 101, en 1942.

En 1942, los nazis comenzaron la Operación Reinhard, la deportación sistemática a campos de exterminio. Desde toda Europa deportaron judíos a los guetos de Europa del Este o, con mayor frecuencia, directo a los campos de exterminio nazis en Polonia. Casi 300 000 personas fueron deportadas del gueto de Varsovia a Treblinka en 52 días. En algunos guetos, las organizaciones locales de resistencia organizaron levantamientos. Ninguno tuvo éxito, y las poblaciones judías de los guetos fueron asesinadas casi en su totalidad. El 21 de junio de 1943, Heinrich Himmler emitió una orden para liquidar todos los guetos y transferir a los habitantes judíos restantes a los campos de concentración. Algunos guetos fueron redesignados como campos de concentración y existieron hasta 1944.